# Pin Bao
Pin Bao oder Tastes Gazette (chinesisch 品報, Pinyin pǐn bào) ist eine kostenlose, monatlich erscheinende, privat geführte Zeitung, die in Macau veröffentlicht wird. Sie finanziert sich ausschließlich durch Werbeeinnahmen und dient der Förderung der Gastronomie von Macau und des Tourismus durch die Beschreibung der Kultur von Macau. Die Zeitung wird von Macau Huoling Advertising Planning Co., Ltd. herausgegeben. Sie wurde erstmals im Oktober 2006 veröffentlicht und erscheint alle ein bis zwei Monate mit einer Auflag von 30.000 Exemplaren. Sie wird in Restaurants, Hotels, den Häfen, auf Fähren und in allen Flugzeugen von Air Macau verteilt. Auch in Guangzhou und Hongkong gibt es Verteilungspunkte. Die Rückseite jeder Ausgabe enthält eine Karte von der Halbinsel Macau und von Taipa und Coloane.

## Veröffentlichungsverlauf
- Oktober 2006: Erstveröffentlichung.
- April 2007: Pinbao arbeitet mit dem Macao Health Bureau (澳門衛生局 – Àomén wèishēng jú) zusammen, um die Kampagne „Rauchfreie Restaurants“ (無煙食肆 – Wúyān shí sì) zu fördern.